# Цайдлер, Оливер
Оливер Цайдлер (нем. Oliver Zeidler, род. 24 июля 1996, Дахау, Бавария) — немецкий гребец, олимпийский чемпион 2024 года, неоднократный чемпион мира и Европы.

## Семья
Оливер Цайдлер родился в семье гребцов. Его дед Ханс-Иоганн Фербер был олимпийским чемпионом Игр в Мюнхене 1972 года и бронзовым призером игр в Монреале 1976 года в классе четверок распашных с рулевым. Оливера Цайдлера тренирует его отец, Хайно Цайдлер, который сам был чемпионом мира по гребле среди юниоров и спортивным функционером от Германии в 1990-х годах. Цайдлеры живут в Эрдинге. Его тетя, Юдит Цайдлер, была олимпийской чемпионкой Сеула-1988 в классе восьмерок.

## Плавание
Рост Зейдлера составляет 2 метра 3 сантиметра. В возрасте семи лет он начал заниматься плаванием, на чемпионате Германии 2015 года в Берлине завоевал золото на дистанции 100 метров вольным стилем в возрастной категории 1996 года рождения. В феврале 2017 года он завершил свою спортивную карьеру в плавании, переключившись на академическую греблю.

## Гребля
Цайдлер впервые попробовал себя в гребле в сентябре 2016 года на регатной трассе в Обершлайсхайме, где тренируется его сестра. Менее чем через год он выиграл чемпионат мира по гребле в помещении на дистанции 2000 метров на Всемирных играх 2017 года во Вроцлаве, Польша. На чемпионатах мира по академической гребле Цайдлер дебютировал в 2018 года, где вышел в финал А и финишировал шестым.
2019 год стал для Цайдлера годом прорыва. Он завоевал золото на чемпионате Европы, затем на втором этапе Кубка мира в Познани, и, наконец, на чемпионате мира по академической гребле 2019 года в Оттенсхайме. . Впоследствии брал золото на чемпионатах мира 2022 и 2023 годов. 
В 2024 году Зейдлер открыл олимпийский гоночный сезон победой на этапе Кубка мира по академической гребле в Варезе, Италия, затем завоевал золото на чемпионате Европы в Сегеде, Венгрия.
На Олимпийских играх 2024 года в Париже Оливер Цайдлер с большим отрывом финишировал первым в финале А класса лодок-одиночек и завоевал золотую олимпийскую медаль. 